# Carlos Linares
Carlos Daniel Linares Zambrano (* 5. September 1991 in Barquisimeto) ist ein venezolanischer Bahn- und Straßenradrennfahrer.
Carlos Linares gewann 2008 bei der Junioren-Weltmeisterschaft in Kapstadt auf der Bahn die Silbermedaille im Scratch. Auf der Straße wurde er venezolanischer Meister im Einzelzeitfahren der Junioren. Im nächsten Jahr belegte er bei der nationalen Zeitfahrmeisterschaft den zweiten Platz. In der Saison 2010 gewann er mit seinem Team Gobierno de Carabobo das Mannschaftszeitfahren bei der Vuelta al Táchira.

## Erfolge – Straße
2008
- Venezolanischer Meister – Einzelzeitfahren (Junioren)

2010
- eine Etappe Vuelta al Táchira (Mannschaftszeitfahren)

2012
- Venezolanischer Meister – Einzelzeitfahren (U23)

## Erfolge – Bahn
2008
- Weltmeisterschaft – Scratch (Junioren)

2011
- Panamerikameisterschaft – Omnium

2012
- Panamerikameisterschaft – Einerverfolgung
- Panamerikameisterschaft – Omnium

2013
- Venezolanischer Meister – Omnium

## Teams
- 2014 Gobernación de Yaracuy